# Miguel Ferrari
Miguel Ferrari (Caracas, Veneçuela, 30 d'agost de 1963) és un actor i director de cinema i televisió veneçolà. S'ha destacat en el gènere de les telenovel·les va començar en la reeixida telenovel·la de Marte Televisión, Piel, que li va obrir camí per a participar en nombrosos dramàtics veneçolans, entre els seus últims treball destaca la seva participació en la telenovel·la de Venevisión, Mi ex me tiene ganas, on va interpretar a Jaime Cordero.

## Biografia
Es va iniciar en el món artístic el 1986, quan va diplomar de l'Escola Nacional de Teatre. En aquest mateix any va debutar en el teatre L'Ateneu de Caracas en una obra anomenada Mariana Pineda, a partir d'aquest moment Miguel emprèn una llarga trajectòria en les taules.
En 1990 incursiona en la televisió ingressant a Marte TV, allí realitza produccions com La traidora de Kiko Olivieiri, Casa Diana de José Ignacio Cabrujas, Sirena i La llaman Mariamor.
Posteriorment, ingressa a RCTV on interpreta personatges en telenovel·les com Reina de corazones, La soberana, Juana la virgen i Amor a palos.
Recentment Mi ex me tiene ganas ha estat l'última producció on ha actuat, escrita per Martin Hahn i en la qual va resultar ser el temut bruixot, assassí en sèrie que va posar en escac a tots els personatges de la telenovel·la transmesa per Venevision.
Ha realitzat telefilms com El Atentado del Papa i La Mujer de la playa. A la pantalla gran ha protagonitzat pel·lícules com Muchacho solitario de César Bolívar, El tinte de la fama de Alejandro Bellame, Perro corazón, Francisco De Miranda i Último Cuerpo.
Viatja a Madrid on estudia Direcció de Cinema a l'Escuela de Cine y Televisión Septima Ars.
En 2012, Miguel debutà en la direcció amb la pel·lícula Azul y no tan rosa, la història que aborda la paternitat homosexual. Gràcies a aquesta pel·lícula rep el Premi Goya a Millor Pel·lícula Iberoamericana.
Gràcies al seu inigualable treball, Ferrari ha rebut premis i reconeixements com a Premi Juana Sujo (1991), Premi Marco Antonio Ettedgui (1996), Premi Municipal de Teatre (1997), Premi Nacional de l'Artista (1998), Premi Marco Antonio Ettedgui (1998), Premi Municipal de Cinema (1999), Premi Celcit (2002), Premi Municipal de Cinema (2008) com a millor actor de repartiment, Premi Festival de Cinema de Mèrida (2008), Premi del Festival de Cinema Nacional de Margarita (2008) i Premi Municipal de Cinema (2008) com a millor guió per a pel·lícula de curtmetratge.

## Filmografia

### Telenovel·les
| Any  | Títol                | Personatge            | Cadena           |
| ---- | -------------------- | --------------------- | ---------------- |
| 1992 | Piel                 | Agustín               | Marte Televisión |
| 1992 | Las dos Dianas       | Mercurio              | Marte Televisión |
| 1993 | Sirena               | Jason                 | Marte Televisión |
| 1996 | La llaman Mariamor   | Yago Monteverde       | Marte Televisión |
| 1998 | Reina de corazones   | Pajarito              | RCTV             |
| 2001 | La soberana          | Benedicto             | RCTV             |
| 2002 | Juana, la virgen     | Armando Salazar       | RCTV             |
| 2005 | Amor a palos         | Numa Custodio Moreira | RCTV             |
| 2012 | Mi ex me tiene ganas | Jaime Cordero         | Venevisión       |

### Cinema
| Any  | Títol                                            | Rol/Personatge  | Nota                           |
| ---- | ------------------------------------------------ | --------------- | ------------------------------ |
| 2019 | La noche de las dos lunas (en fase de producció) | N/A             | Director, guionista, productor |
| 2017 | Oh mami blue                                     | tiburcio        | Actor                          |
| 2016 | El Inca                                          | Zambrano        | N/A                            |
| 2013 | Bolívar, el hombre de las dificultades           | Morillo         | N/A                            |
| 2012 | Azul y no tan rosa                               | N/A             | Director, guionista, productor |
| 2011 | Cortos Interruptus                               | N/A             | Director, guionista, productor |
| 2011 | El último cuerpo                                 | Nelín Sangretti | N/A                            |
| 2008 | Todo lo que sube                                 | N/A             | Director, guionista            |
| 2008 | Perros corazones                                 | Tomás           | N/A                            |
| 2008 | El tinte de la fama                              | Héctor          | N/A                            |
| 2007 | Puras joyitas                                    | Rodilla         | N/A                            |
| 2006 | Francisco de Miranda                             | Cajigal         | N/A                            |

### Sèrie
| Any  | Títol               | Cadena    | Nota      |
| ---- | ------------------- | --------- | --------- |
| 2010 | Los hombres de Paco | Antena 3  | 1 Capítol |
| 2000 | Plaza alta          | Canal Sur |           |